# Seło-Kamjanka
Seło-Kamjanka (ukr. Село-Кам'янка, ros. Село-Каменка) – przystanek kolejowy w pobliżu miejscowości Kamionka, w rejonie szepetowskim, w obwodzie chmielnickim, na Ukrainie.